# Hey Zeus!
Hey Zeus è un album discografico degli X pubblicato nel 1993.

## Descrizione
La formazione è la stessa dei due dischi precedenti. Questo sarà l'ultimo disco registrato in studio dalla band californiana prima della reunion della formazione originale (compreso il chitarrista Billy Zoom) del 2020, con il disco Alphabetland

## Tracce
1. Someone's Watching - 4:49 -(John Doe, Tony Gylkison)
2. Big Blue House- 4:08 - (E.Cervenka, John Doe)
3. Clean Like Tomorrow - 3:58 -  (E.Cervenka)
4. New Life - 3:04-  (John Doe)
5. Country at War - 4:16 - (John Doe)
6. Arms For Hostages - 3:36 - (E. Cervenka)
7. Into the Light - 3:57 - (T.Gylkison, J.Doe)
8. Lettuce and Vodka - 5:07 -  (E.Cervenka, J.Doe, McVinnie)
9. Everybody - 3:32 -  (E.Cervenka)
10. Baby you Lied - 3:18 -  (J.Doe)
11. Drawn in the Dark - 5:55 -  (E.Cervenka)

## Formazione
- Exene Cervenka - voce
- John Doe - voce, basso
- Tony Gylkison - chitarra
- D.J.Bonebrake - batteria, percussioni Marimba

### Altri musicisti
- Tony Berg - tastiere
- Patrick Warren - tastiere